# ヨハン・ハインリヒ・ランベルト
ヨハン・ハインリヒ・ランベルト（Johann Heinrich Lambert、1728年8月26日 - 1777年9月25日）は、ドイツの数学者・物理学者・化学者・天文学者・哲学者。地図の投影法（ランベルト正積方位図法・ランベルト正角円錐図法など）や双曲線関数の記号を考案したことや、円周率が無理数である証明をしたことなどで知られる。 主著に『新オルガノン』など。

## 功績
- 1760年 - ピエール・ブーゲが発見[2]した吸光度に関するランベルト-ベールの法則を自書[3]において紹介。
- 1761年 - 円周率の無理性の証明を発表した[4]。
- 1762年 - 『宇宙論に関する書簡』[5]で他の惑星系や他の銀河系の存在などの仮説を立てた。
- 1766年 - 『平行線の理論』[6]で非ユークリッド幾何学につながる平行線公準に関する考え方を述べた。
- 1772年 - 地図投影法の横メルカトル図法・ランベルト正積方位図法・ランベルト正角円錐図法・ランベルト正積円筒図法・ランベルト正積円錐図法を考案した[7]。
- ランベルトの余弦則を発見した。
- 湿度による弦の伸び縮みを利用した実用的な湿度計を考案した[8]。